# Zack Tabudlo
Zack Tabudlo (Las Piñas, 6 dicembre 2001) è un cantante, musicista e produttore discografico filippino.

## Biografia
All'età di dodici anni ha partecipato alla prima edizione di The Voice Kids Philippines nel 2014, gareggiando nel team di Bamboo Mañalac e venendo poi eliminato dalla competizione durante le Battles. Ha pubblicato il suo singolo di debutto Stay Here nel 2018, che assieme a Mahal o biro del 2019 è diventato popolare su Spotify. Nell'agosto 2020, dopo aver reso disponibile il singolo Nangangamba, ha firmato un contratto con la neonata divisione filippina della Island Records. Il 26 marzo 2021 è uscita Binibini, risultata la canzone più ascoltata su Spotify nelle Filippine durante il corso dell'anno. Ad essa ha fatto seguito in ottobre l'album di debutto Episode, che ha conseguito quattro dischi di platino per aver generato oltre 60 000 unità.
Il 6 dicembre 2021 è stato reso disponibile il singolo Pano, che nel febbraio 2022 è diventata la prima canzone al numero uno della Philippines Songs lanciata da Billboard, mantenendolo per undici settimane consecutive. In seguito Tabudlo ha piazzato altri cinque titoli nella classifica, di cui tre in top ten: Habang buhay al 2º posto, Binibini al 9º e infine Asan ka na ba al 3º.

## Discografia

### Album in studio
- 2021 – Episode
- 2023 – For All
- 2023 – 3rd Time's a Charm

### Singoli
- 2018 – Stay Here
- 2018 – Sa'yo
- 2018 – The Way You Wanted
- 2019 – You Won't See Me Crying (feat. ABY)
- 2019 – Mahal o biro
- 2019 – Umaasa
- 2019 – This Is Love
- 2020 – Nangangamba
- 2020 – Cruel
- 2020 – Sigurado
- 2021 – Iyong iyo
- 2021 – Elizabeth
- 2021 – Binibini (solo o feat. James TW)
- 2021 – Hindi ko kaya
- 2021 – Habang buhay
- 2021 – Ba't ganto ang pag-ibig
- 2021 – Pano
- 2022 – Hatdog (feat. James Reid)
- 2022 – Give Me Your Forever (feat. Billkin)
- 2022 – Iba (feat. Moira Dela Torre)
- 2022 – Asan ka na ba
- 2022 – As You Are
- 2022 – Anghel
- 2022 – Yakap
- 2022 – Pero
- 2022 – Take Me Back (con Yonnyboii)
- 2022 – By My Side (con Tiara Andini)
- 2022 – Pinadama
- 2023 – Akin ka
- 2023 – Someone Will Love You Better (con Johnny Orlando)
- 2023 – Diba
- 2023 – You & I (con Diego Gonzalez)
- 2023 – Gusto (con Al James)
- 2023 – Fallin (con Nasty C)
- 2023 – Ako nalang kasi
- 2023 – Delulu
- 2023 – Turn Back Time (con Violette Wautier)
- 2023 – Victim
- 2024 – Pulso
- 2024 – Papalayo
- 2024 – Feel this Way
- 2024 – Isa dalawa tatlo